# Musée des dinosaures de Zigong
Le musée des dinosaures de Zigong  se trouve dans la ville préfecture de Zigong en Chine, dans le canton de Dashanpu. 
C'est un musée de site construit directement sur un gisement fossilifère d'importance mondiale. L'affleurement mis en valeur présente de nombreux ossements de dinosaures appartenant à la formation géologique dite formation de Dashanpu. 
Le musée revendique le plus grand nombre d'ossements fossiles au monde sur une superficie de 25 000 m2 pour une surface d'exposition de 3 600 m2.

## Historique
Dans les années 1980, de grandes quantités de fossiles de dinosaures ont été dégagées dans la formation de Dashanpu datant du Jurassique moyen et supérieur, à 7 km au nord-est de la ville de Zigong, dont un dinosaure nommé d'après la région, Dashanpusaurus. 
En 1972, lors d’un chantier de construction dans la banlieue de la ville de Zigong un gisement exceptionnel a été mis au jour. Il a livré plus d’une vingtaine de nouvelles espèces de dinosaures, et, immédiatement mobilisé les communautés scientifiques et les acteurs publics pour un projet de développement géotouristique. 
Le musée des dinosaures de Zigong (自貢恐龍博物館), a été inauguré en 1987, à peine 15 ans après la découverte de ce site exceptionnel. Il accueille aujourd’hui plus d’un million de visiteurs par an. Il a intégré le réseau mondial des géoparcs en 2001.

## Exposition
Le musée est organisé suivant 5 salles principales :
Le "Monde des dinosaures" expose 18 squelettes de dinosaures trouvés dans la région. Ils sont présentés suivant des scènes de vie. Les principales espèces reconstituées sont : Omeisaurus tianfuensis et Shunosaurus Lii deux sauropodes du jurassique moyen, Gigantspinosaurus sichuanensis un stégosaure du jurassique terminal et Yangchuanosaurus hepingensis un théropode du jurassique moyen.
Le gisement fossilifère met en valeur par un dégagement sélectif des plus belles pièces les squelettes de dinosaures en position anatomique.
Dans d'autres salles, on peut découvrir la faune et la flore de l'époque des dinosaures, les trésors de la collection du musée ainsi que diverses activités pour les enfants.
À l'extérieur, un parc important expose différents modèles grandeur nature des dinosaures de la région mais également de dinosaures célèbres qui ne font pas partie du géopatrimoine local comme le tricératops.
Enfin, un cinéma 3D complète l'offre pour le plus large public.

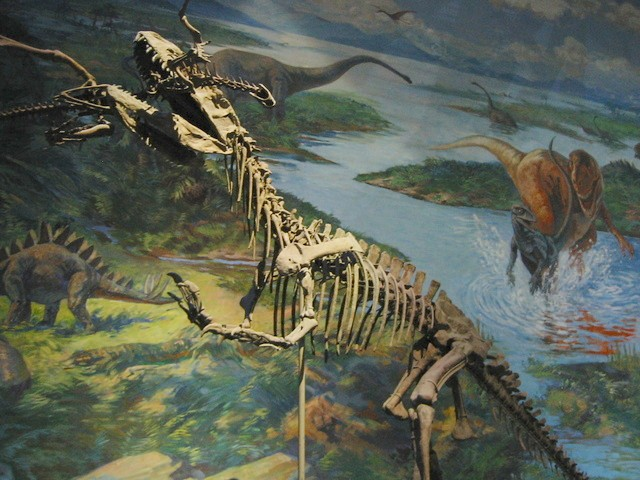
Yangchuanosaurus au musée des dinosaures de Zigong
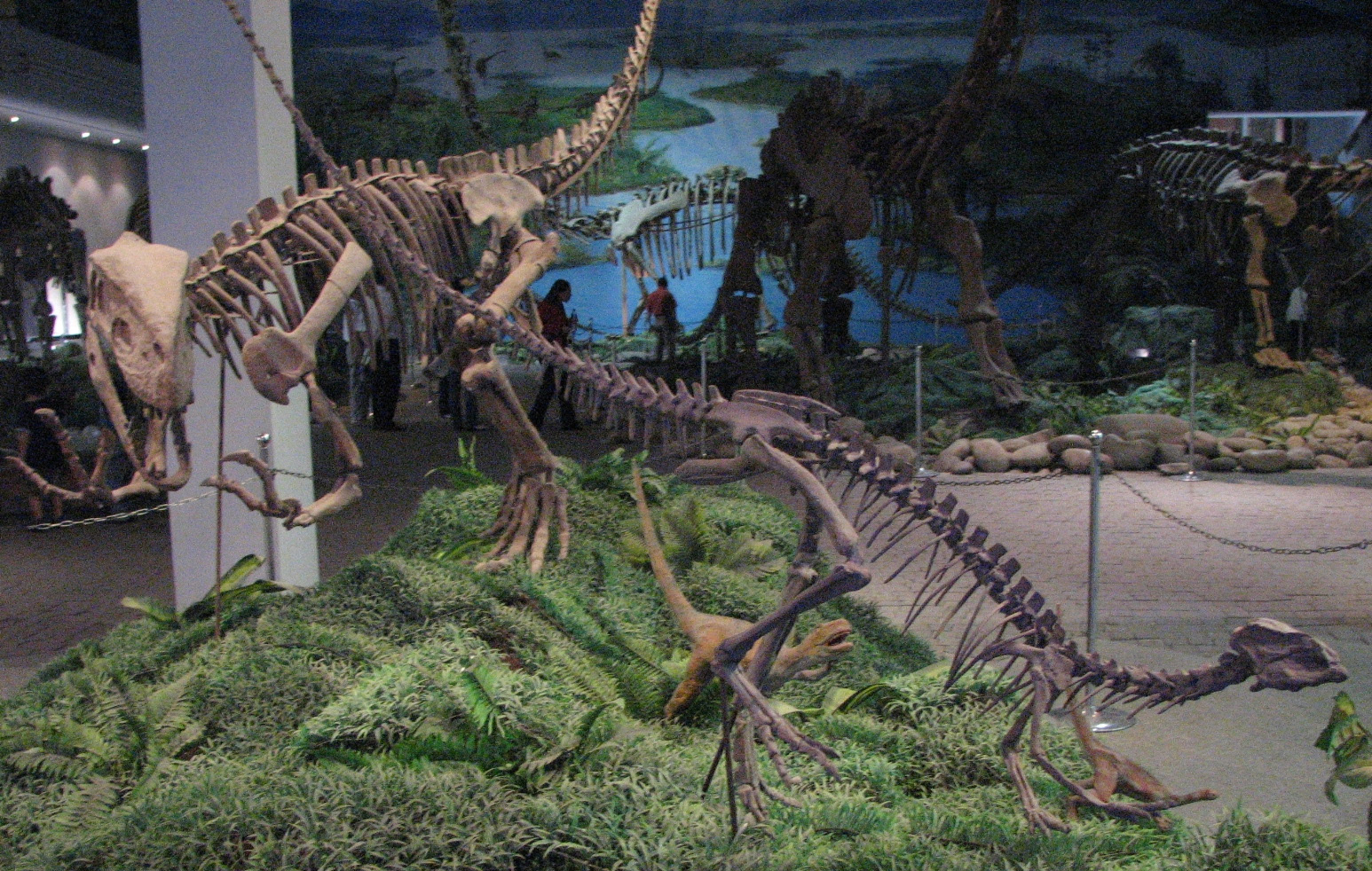
Dinosaures au musée des dinosaures
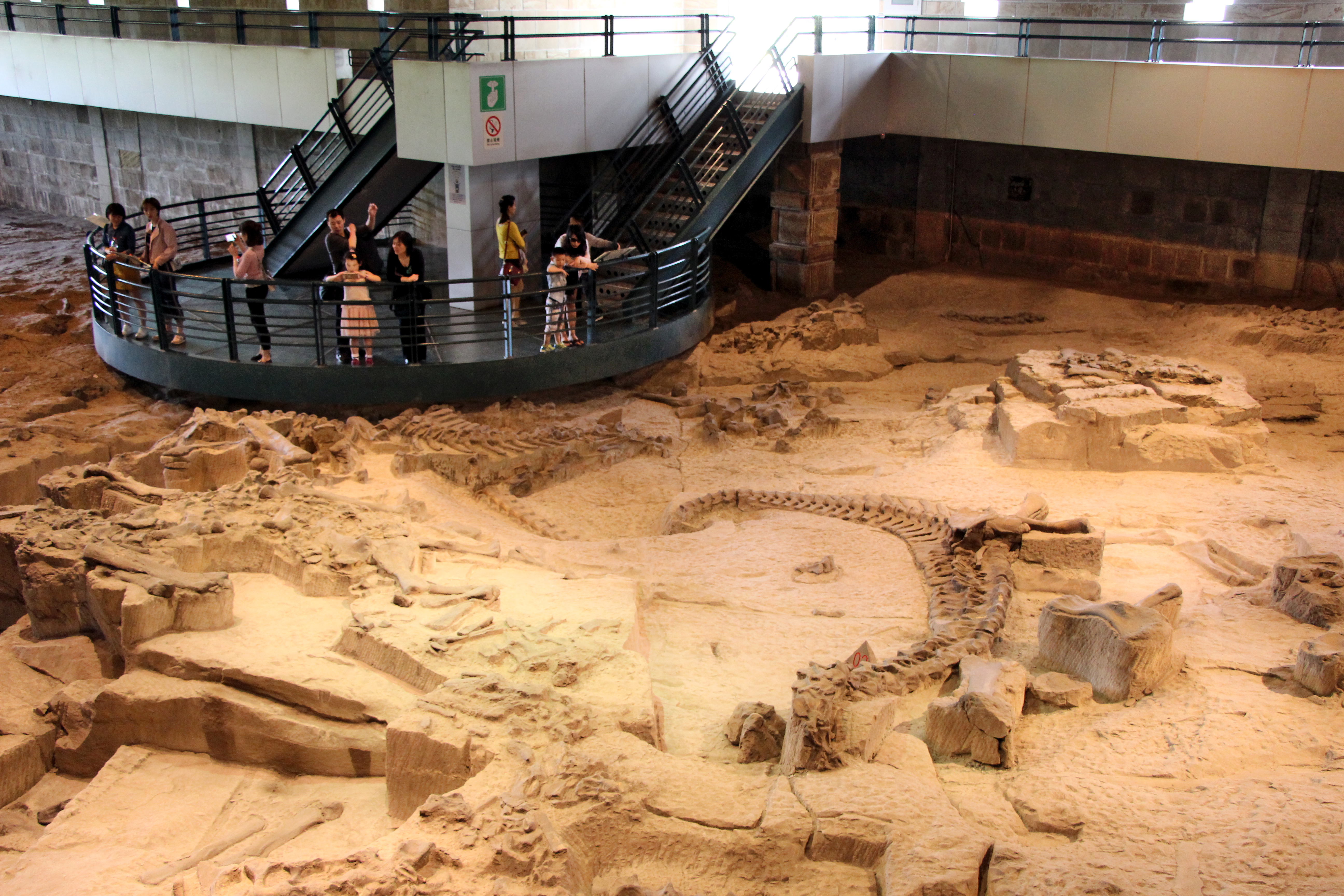
Gisement fossilifère présentant les fossiles in situ
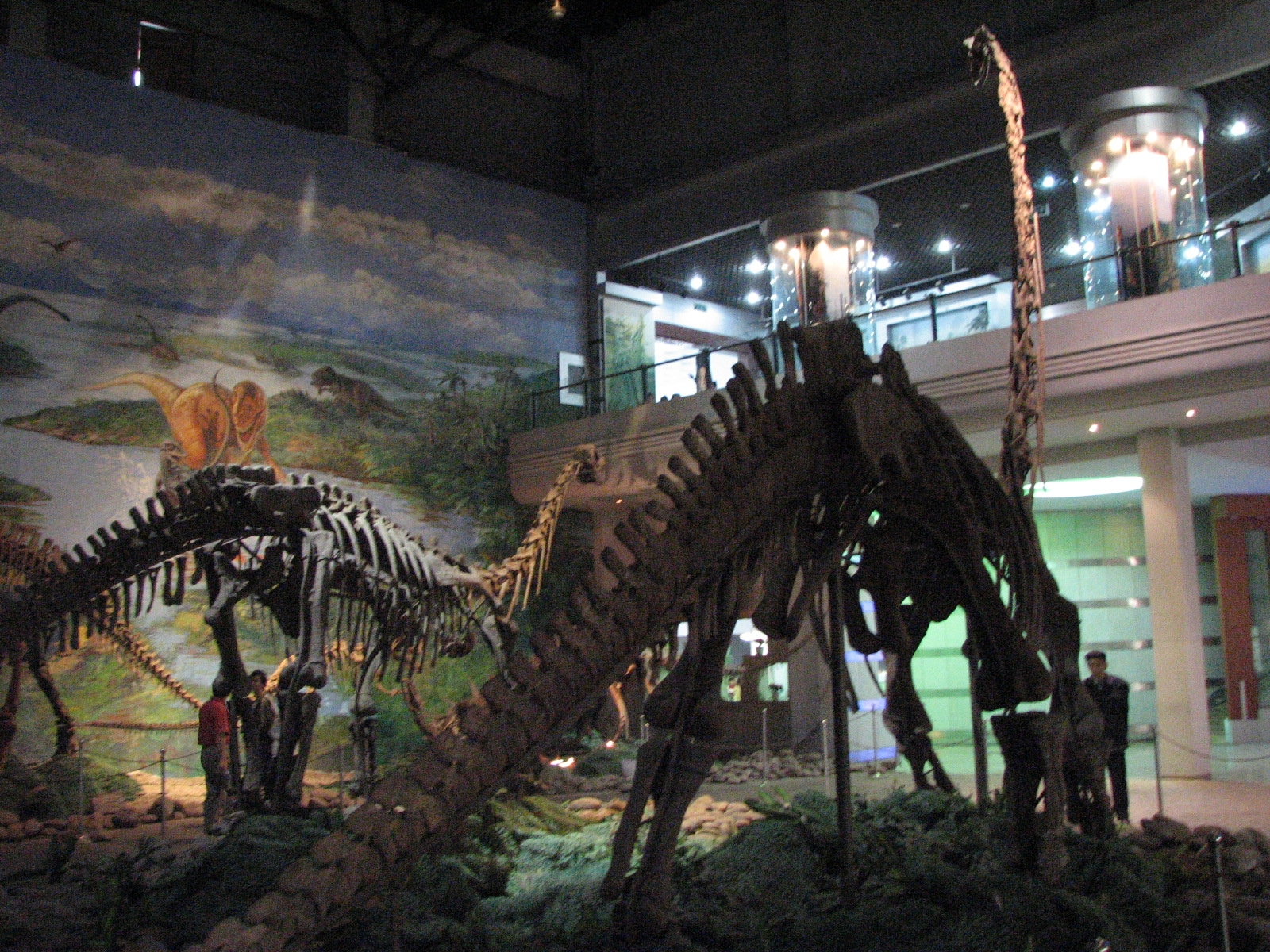
Mamenchisaurus youngi